# Palais de Daphnè

Plan du palais impérial de Constantinople.

Le palais de Daphnè ou Daphné (en grec Δάφνη) est une des ailes principales du Grand Palais de Constantinople, la capitale de l'Empire byzantin. Son plan et son apparence exacts ne sont pas clairs, étant donné que sa localisation est aujourd'hui occupée par la Mosquée bleue et que les seules traces en ayant subsisté proviennent des sources littéraires.

## Nom
Son nom lui vient soit du nom d'une statue figurant la nymphe Daphné amenée de Rome selon Georges Kodinos, soit du laurier prophétique d'Apollon, soit des couronnes de laurier que l'empereur distribuait aux sénateurs le 1er janvier.

## Histoire
Le palais de Daphnè appartient à la première phase de la construction du complexe palatial, celle de Constantin Ier, qui transforme l'antique cité de Byzance en Constantinople, sa nouvelle capitale, et de ses successeurs immédiats. Justin II (r. 565-568) étend les bâtiments initiaux, qui restent la résidence principale des empereurs jusqu'au VIIIe siècle. Le palais consiste en un ensemble de salles cérémoniales et de bâtiments résidentiels, et est localisé dans la partie la plus occidentale du complexe, à côté de l'Hippodrome, et relié à la loge impériale (kathisma) par un escalier en spirale. Ce palais inclut l'aile résidentielle du koitōn (« chambre ») de Daphnè, l'Octogone, et la chapelle Saint-Étienne construite vers 421 par l’Augusta Pulchérie pour abriter le bras droit du saint. Il est relié à la salle (triklinos) de l’Augusteus (Αὐγουστεύς, à ne pas confondre avec la place de l’Augustaion), qui est également une des sections les plus anciennes du palais impérial, également connu sous le nom de Stepsimon (Στέψιμον, « couronnement », de sa fonction initiale de lieu de couronnement au sein du palais, un rôle qu'il garde dans une certaine mesure – en particulier pour les impératrices et les mariages impériaux – jusqu'à la période mésobyzantine). L’Augusteus est lui-même relié au palais ultérieur du Triconchos et à la salle du Consistorium. Deux autres chapelles, dédiées à la Vierge et à la Trinité, sont enfin localisées dans la partie méridionale de l'ensemble du palais de Daphnè.
Aux IXe et Xe siècles, le centre de la vie à la cour et des cérémonies se déplace au sud, au palais de Boucoléon et à l'ensemble cérémoniel autour du Chrysotriklinos. Bien que le palais de Daphnè apparaît encore lors de cérémonies impériales, comme on peut le voir dans le De ceremoniis de Constantin VII Porphyrogénète, son déclin en termes de prestige et d'utilisation est illustré par le fait qu'il n'est pas inclus dans les nouveaux murs dont Nicéphore II Phocas (r. 963-969) dote le Grand Palais. Après le XIe siècle, il semble être abandonné et tombe progressivement en ruine, un processus exacerbé par le pillage des éléments métalliques et architecturaux sous l'Empire latin (1204-1261).